# Casale Corte Cerro
Casale Corte Cerro – miejscowość i gmina we Włoszech, w regionie Piemont, w prowincji Cusio Ossola. Położona około 110 kilometrów na północny wschód od Turynu i około 9 kilometrów na zachód od Verbanii.
Według danych na rok 2004 gminę zamieszkiwały 3292 osoby, 274,3 os./km².